# ATP Challenger Pullach
Das ATP Challenger Pullach (offizieller Name: Isar Open) war ein Tennisturnier in Pullach im Isartal, das 2018 einmalig ausgetragen wurde. Es war Teil der ATP Challenger Tour und wurde im Freien auf Sand gespielt.

## Liste der Sieger

### Einzel
| Jahr | Sieger      | Finalgegner        | Finalergebnis |
| ---- | ----------- | ------------------ | ------------- |
| 2018 | Pedro Sousa | Jan-Lennard Struff | 6:1, 6:3      |

### Doppel
| Jahr | Sieger                     | Finalgegner                      | Finalergebnis |
| ---- | -------------------------- | -------------------------------- | ------------- |
| 2018 | Sander Gillé Joran Vliegen | Simone Bolelli Daniele Bracciali | 6:2, 6:2      |